# Simon Thern
Simon Thern (Napels, 18 september 1992) is een Zweeds voetballer die bij voorkeur links op het middenveld speelt. Hij tekende in januari 2018 een contract tot en met december 2020 bij IFK Norrköping, dat hem overnam van sc Heerenveen. Thern debuteerde in 2012 in het Zweeds voetbalelftal.
Thern is een zoon van oud-profvoetballer Jonas Thern.

## Clubcarrière
Thern komt uit de jeugdopleiding van IFK Värnamo. In 2010 werd hij vastgelegd door Helsingborgs IF, maar meteen verhuurd aan IFK Värnamo. Op 23 december 2011 meldde Malmö FF dat Thern een driejarig contract had getekend bij de club. Hij debuteerde er op 2 april 2012 in de hoofdmacht, tegen Gefle IF.
Namens sc Heerenveen maakte hij zijn competitiedebuut op zondag 18 januari 2015 in een uitwedstrijd tegen FC Utrecht (1-2). Hij viel in dat duel na 82 minuten in voor Mark Uth. Zijn eerste treffer voor de Friezen maakte Thern op woensdag 4 februari 2015, thuis tegen Feyenoord (3-1).

## Clubstatistieken
| Seizoen                       | Club            | Competitie      | Competitie | Competitie | Beker | Beker | Internationaal | Internationaal | Overig | Overig | Totaal | Totaal |
| Seizoen                       | Club            | Competitie      | Wed.       | Dlp.       | Wed.  | Dlp.  | Wed.           | Dlp.           | Wed.   | Dlp.   | Wed.   | Dlp.   |
| ----------------------------- | --------------- | --------------- | ---------- | ---------- | ----- | ----- | -------------- | -------------- | ------ | ------ | ------ | ------ |
| 2010                          | IFK Värnamo     | Division 1      | 8          | 8          | 4     | 1     | 4              | 0              | 0      | 0      | 16     | 9      |
| 2011                          | Helsingborgs IF | Allsvenskan     | 23         | 2          | 4     | 1     | 4              | 0              | 0      | 0      | 31     | 3      |
| 2012                          | Malmö FF        | Allsvenskan     | 28         | 3          | 0     | 0     | 0              | 0              | 0      | 0      | 28     | 3      |
| 2013                          | Malmö FF        | Allsvenskan     | 29         | 4          | 5     | 0     | 5              | 0              | 0      | 0      | 39     | 4      |
| 2014                          | Malmö FF        | Allsvenskan     | 14         | 2          | 2     | 0     | 3              | 0              | 0      | 0      | 19     | 2      |
| 2014/15                       | sc Heerenveen   | Eredivisie      | 15         | 3          | 0     | 0     | 0              | 0              | 3      | 1      | 18     | 4      |
| 2015/16                       | sc Heerenveen   | Eredivisie      | 14         | 3          | 2     | 0     | 0              | 0              | 0      | 0      | 16     | 3      |
| 2016/17                       | sc Heerenveen   | Eredivisie      | 4          | 0          | 2     | 0     | 0              | 0              | 0      | 0      | 6      | 0      |
| Carrière totaal               | Carrière totaal | Carrière totaal | 135        | 25         | 19    | 2     | 16             | 0              | 3      | 1      | 173    | 28     |
| Bijgewerkt op 4 februari 2017 |                 |                 |            |            |       |       |                |                |        |        |        |        |

## Interlandcarrière
Thern debuteerde op 10 augustus 2011 in Zweden U21, tegen Nederland U21. Op 23 januari 2012 maakte hij zijn debuut voor het Zweeds voetbalelftal, in een met 5-0 gewonnen oefenwedstrijd tegen Qatar, in Doha.

## Erelijst
Malmö FF
- Zweeds landskampioen

2013, 2014